# コロナ (人工衛星)

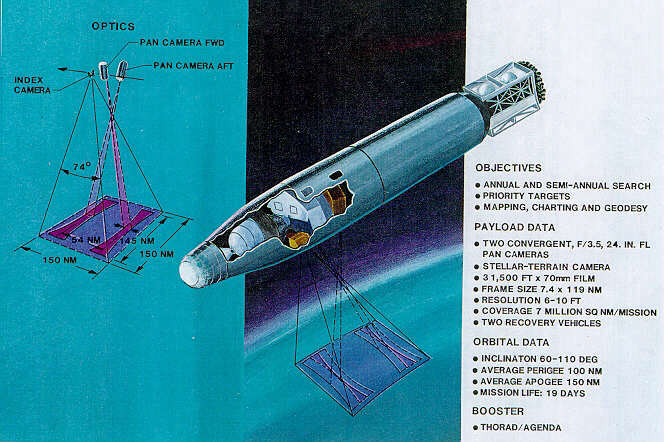
KH-4B コロナ衛星

コロナ計画（Corona program）は、アメリカ合衆国の一連の偵察衛星に関するプロジェクトである。全て大文字でCORONAと表記されていることもあるが、頭字語などではなく単なるコードワード（en:Code word、コードネームの一種で、単語（ワード）によるもの）なので、固有名詞の通常の記法と同様に Corona のように先頭のみ大文字とする（en:Capitalization）のが正規である。

## 概要
人工衛星に観測機器を搭載して衛星軌道上の高高度から地上を偵察することは、人工衛星の研究当初から構想されていた。アメリカ軍でも「技術的困難が大きい」とされながらも実用化に向けての模索が続けられていたが、1960年5月に発生したU-2撃墜事件をきっかけとして、本格的にプロジェクトが推進されることとなった。
コロナシリーズはCIAの主導でアメリカ空軍が技術・運用面で補助し、1959年6月から1972年5月までソビエト連邦や中国などの地域の写真監視に使われた。
使用された人工衛星の型名は、KH-1、KH-2、KH-3、KH-4、KH-4A、KH-4Bである。KH とは Keyhole（「鍵穴」のことであり、「覗き見る穴」の意）の頭文字をとったものである。番号が大きくなるに従って監視機器が進歩している。例えば、当初1つのパノラマ写真撮影機だったものが後に2つになっている。この型名体系は1962年にKH-4で初めて使われ、遡って適用された。144機のコロナ衛星が打ち上げられ、そのうち102機で使用可能な画像を回収できた。
1959年から1972年まで打ち上げられたが、その後KH-7ガンビットに引き継がれた。
1995年2月22日に機密解除と公開が行われ、学術的な研究に利用されている。

## 技術

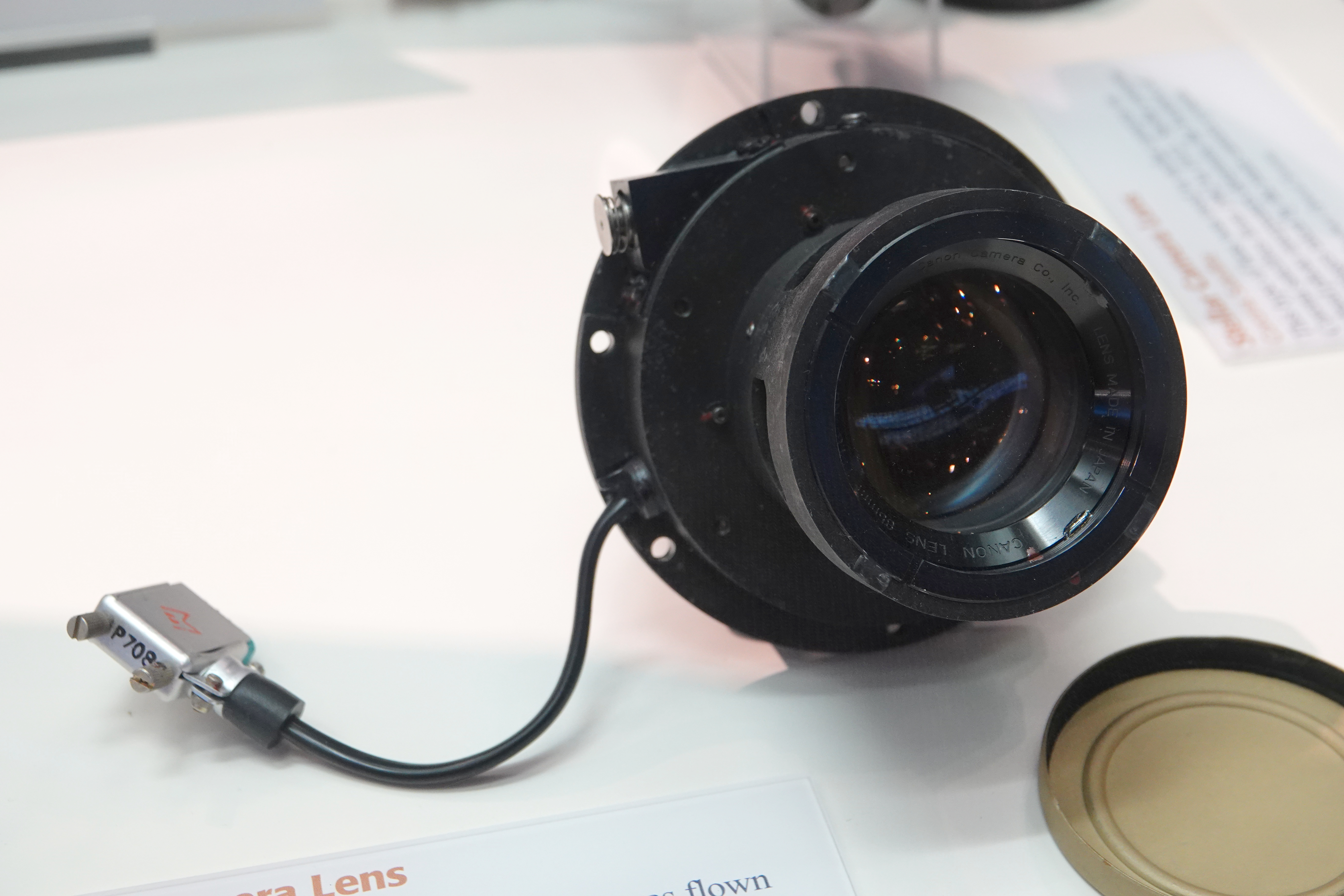
搭載カメラのレンズ

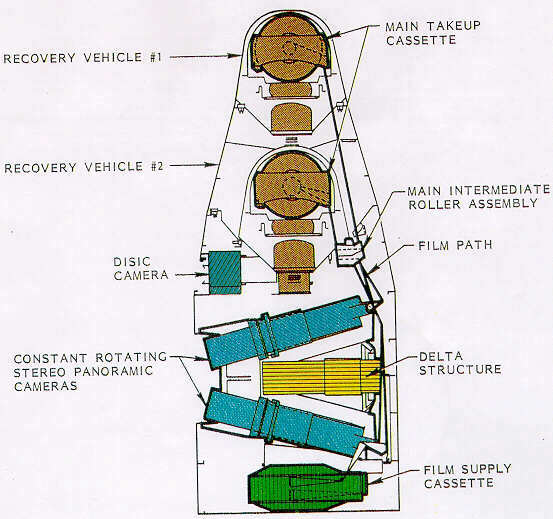
カメラシステム

コロナ衛星は、31,500ft（9,600m）の特殊な70mmフィルムと焦点距離 24インチ（0.6m）のレンズを使用していた。当初、高度165kmから460kmの軌道で航行し、画像の解像度は地表の7.5mの物体の識別が可能なレベルであった。2機の KH-4 システムは高度を下げることでそれぞれ 2.75m と1.8m の解像度を実現している。
皮肉にも、コロナという名称は名付け親が想像していたよりもふさわしい名前であった。初期のミッションは様々な技術的問題に直面し、中でも回収されたフィルムに不可思議な曇りや明るいすじが見られたが、これは次のミッションでは発生しなかった。この現象は、ルイス・アルヴァレズら科学者と技術者の共同チームの調査によって、カメラのゴム製の部品から発生したガスの存在のせいによる（コロナ放電と呼ばれる）静電放電が原因であると判明した。この問題の解決策としてチームが推奨した手段は人工衛星の部品の接地（いわゆる「シャーシアース」処理）の強化と事前のガス放出試験であった。この教訓は現在のアメリカ合衆国の偵察衛星にも生かされている。

### 撮影システム
公称で最大約2mという高い解像度を持ち、前方視写真(FWD)と後方視写真(AFT)を合わせて実体視が可能である。ほとんどが白黒写真である。mission 1104は赤外線写真、missions 1105 と 1008ではカラー写真で撮影されたが、カラー写真では解像度が出せなかったため、再び白黒写真が使われた。後期のカメラシステムは、3台のカメラが搭載され、前方視写真(FWD)、後方視写真(AFT)、そして最後の1台は目録で確認するための写真用カメラである。

### 姿勢制御
KH-3から常に地球にカメラを向けるようになった。

### 空中回収

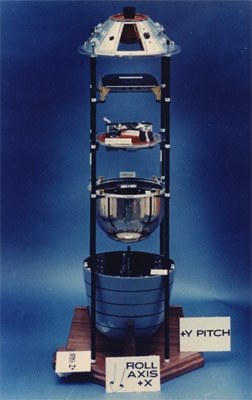
カプセルの構造。

撮影されたフィルムは、ゼネラル・エレクトリックが開発した reentry capsule (愛称: film bucket）に乗せて地球へ投下された。投下されたカプセルは、大気圏再突入を遮熱板で防ぎ、6000 ftで遮熱板を投棄し、パラシュートで減速する。回収は、空中に待機していた改造された輸送機か着水ポイントに待機していた海軍が回収することになっていたが、回収できなければ2日後に salt plug（塩の栓）が溶けて海底へ沈下するようになっている。1964年頃からは、不時着したカプセルが南米ベネズエラの農民によって回収されたことから、回収してアメリカに届けた人には賞金を出すという告知を8か国語で行った。

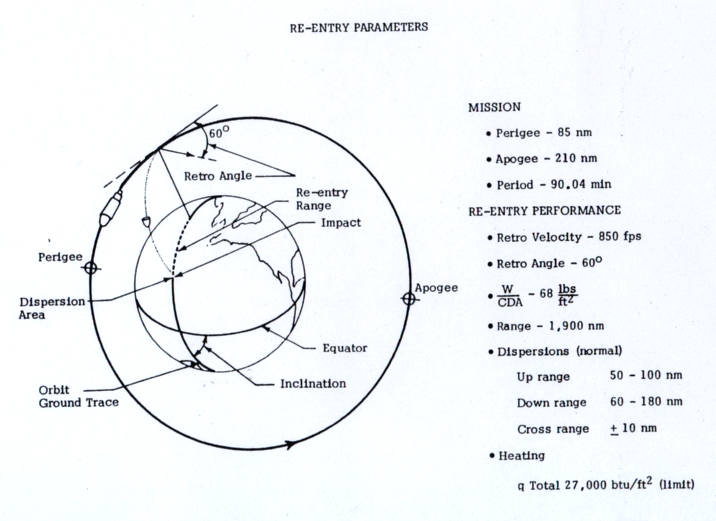
CORONA re-entry parameters
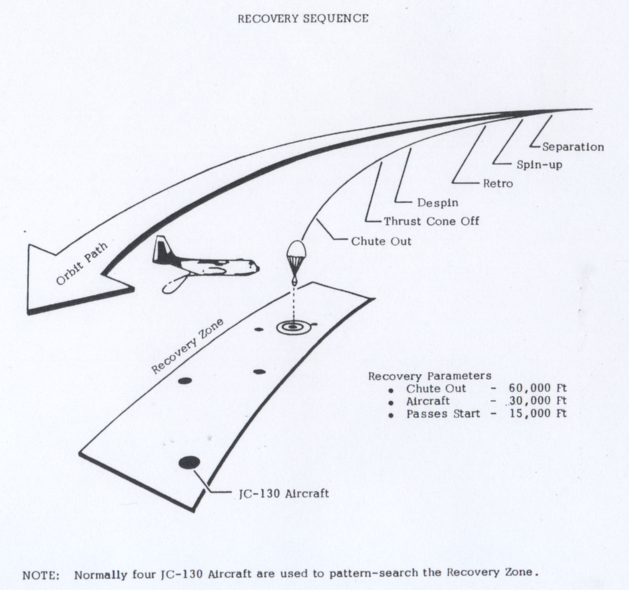
CORONA recovery sequence
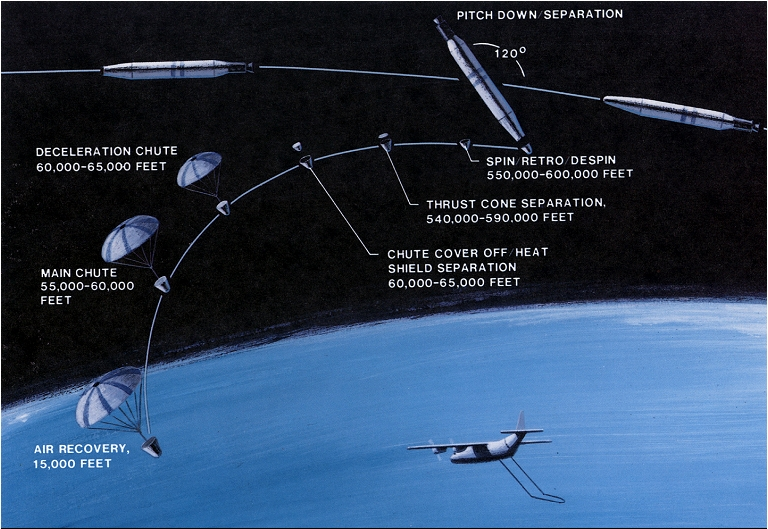
A CORONA film recovery maneuver
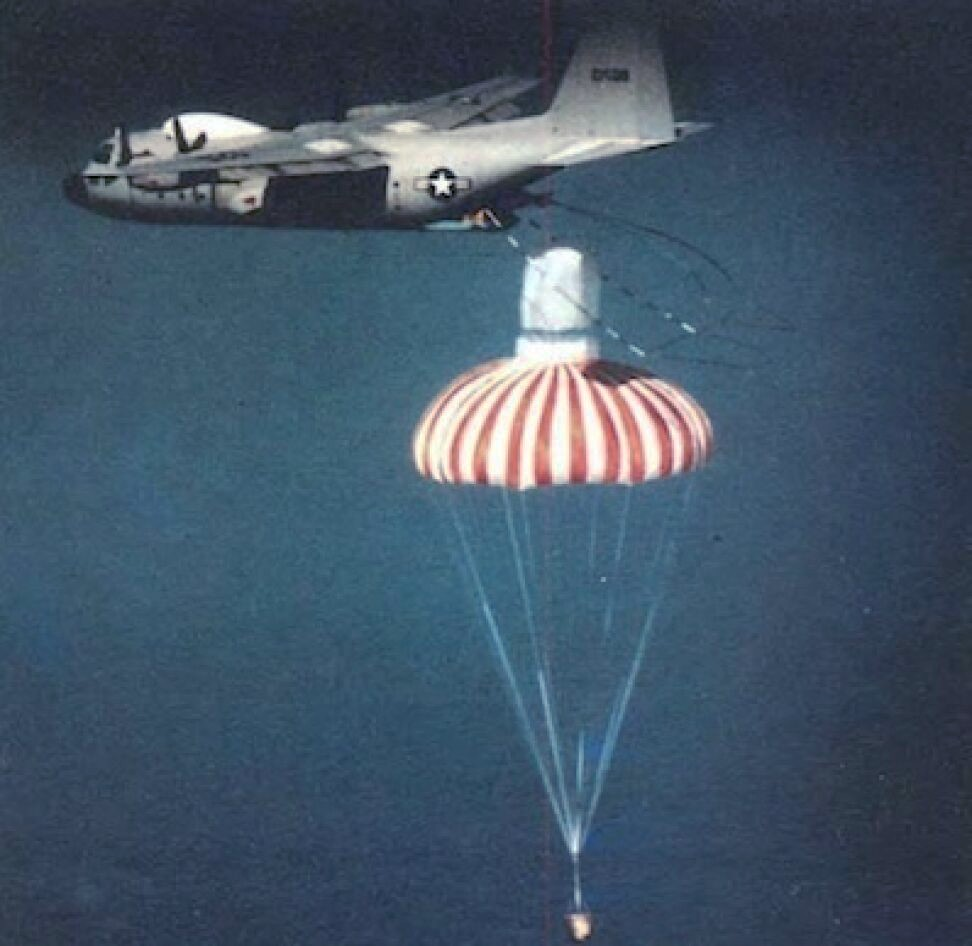
空軍のC-130輸送機を改造したJC-130によるKH-1のカプセル回収。
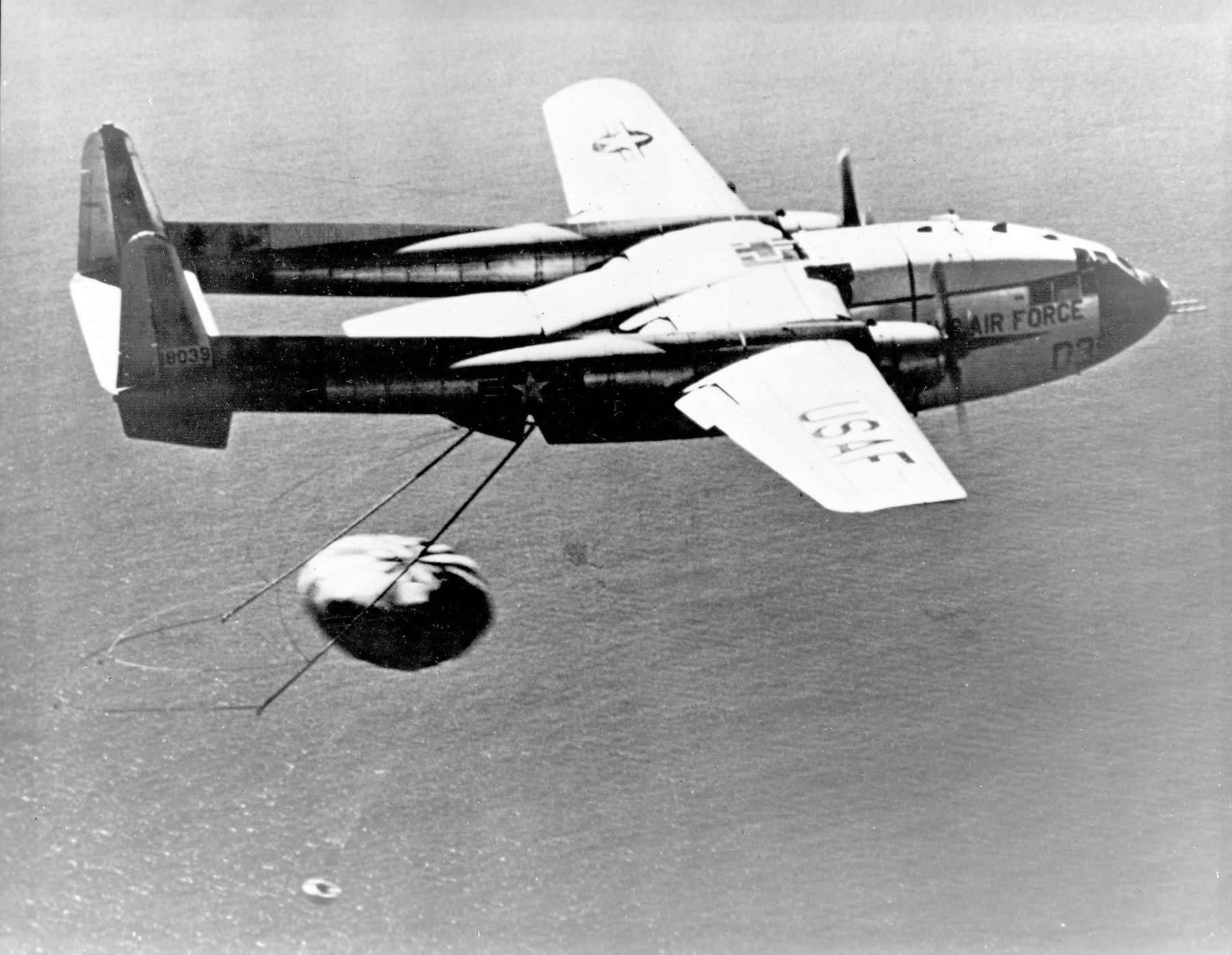
ディスカバラー14のリターンカプセルを回収する空軍C-119空中回収機

## ディスカバラー
- ディスカバラー1号
- ディスカバラー14号
- ディスカバラー37号

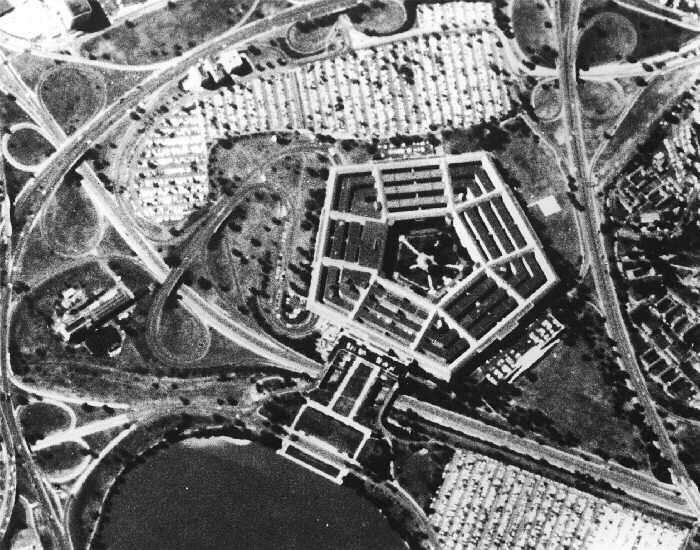
コロナによるペンタゴンの画像（1967年9月25日撮影）

コロナによる北京市の画像（1967年9月20日撮影）

コロナ計画（Corona program）は当初、ディスカバラー計画（Discoverer program）であった。アイゼンハワー政権時代の1959年初頭に最初の試験打ち上げが行われた。カメラを搭載しての最初の打ち上げは1959年6月のディスカバラー4号で、ソー・アジェナロケットで打ち上げられた 750 kg の人工衛星である。フィルム缶はバケット (buckets) と呼ばれるカプセルとして地球に戻され、パラシュート降下中に特殊装備の航空機で空中回収された。失敗した場合、カプセルは短時間なら水上に浮かぶよう設計されていたが、第三者に回収されることを防ぐため、ある程度の時間が経過すると水没するようになっていた。最初のカメラ搭載ディスカバラーミッションは利用可能なフィルムを回収できなかったが、その後も回収試験を繰り返し、最初に衛星が投下したカプセルを無事に回収できたのは1960年8月10日のディスカバラー13号だった。また、1960年8月18日、ディスカバラー14号のカプセル回収が成功した。これには、改造して特殊装備を搭載したC-119輸送機が使用された。この特殊回収機は、後にC-130輸送機改造のJC-130Bに交代した。
セイモス計画 (Samos) という別の計画では、人工衛星上でフィルムを現像し、その画像をスキャンして地上に電送する方式が採用された。セイモス E-1 と E-2 人工衛星計画ではその方式が採用されたが、現像装置の分衛星のペイロードが圧迫されるために多くの写真を撮ることができず、通信機器の能力の限界から電送できる写真数も限られていた。後にセイモス E-5 と E-6 でもフィルム回収方式が採用されたが、いずれも失敗に終わった。コロナのフィルム回収カプセルは、より高解像度の写真を撮れる KH-7 ガンビット人工衛星にも採用された。
ディスカバラー13号 は1960年8月11日に地球に戻り、打ち上げ後回収された最初の人工衛星となった。
ディスカバラー計画の最後の打ち上げはディスカバラー38号で1962年に行われた。その後、コロナ関連の計画は国家機密とされた。コロナの最後の打ち上げは1972年5月25日で、この際に計画の情報を入手したらしきソ連の潜水艦がカプセル回収地点付近の海域で待ち構えていることが判明したために、その後の打ち上げは中止された。コロナが最もうまく機能していたのは1966年から1971年で、その間に32回の打ち上げ・回収が行われた。

## 機密解除
コロナは1992年まで国家機密扱いであった。1995年2月22日、ビル・クリントン大統領による大統領命令によってコロナやその後の2つの計画（ArgonとLanyard）で撮影した画像が機密解除となった。この画像は人文地理学や自然地理学の研究に大いに役立つことが期待されている。その理由として小方登、相馬秀廣、高田将志は以下の5つの点を挙げている。

### 成果
機密解除された画像を使って、メルボルン大学のチームは古代シリアの製陶工場、巨石墓、13万年前の遺跡などを発見した 。
ハーバード大学は、青銅器時代初期の通信ネットワーク、アッシリア帝国とサーサン朝時代の国家プロジェクトの灌漑、イラン北西部とトルコ南東部の遊牧民の様子を調査した。
日本国内の研究においては、1998年以降、遺跡の立地環境、活断層、砂漠化などの調査に利用されている。
シリアやイラクの砂漠にある古代ローマ時代の砦を400か所特定した。

## 注・参考文献
1. ↑   先述した1つまた複数の文章に、パブリックドメインである次の著作物の文章が含まれています: United States; Central Intelligence Agency; Ruffner, Kevin Conley (1995). CORONA America's first satellite program. Center for the Study of Intelligence, Central Intelligence Agency. p. xiii. OCLC 42006243
2. ↑  Day, Dwayne A.; Logsdon, John M.; Latell, Brian (1998). Eye in the Sky: The Story of the Corona Spy Satellites. Washington and London: Smithsonian Institution Press. ISBN 1-56098-830-4. OCLC 36783934
3. 1 2  三津子, 渡邊 (2002). “Corona衛星写真ポジフィルムのデジタル化による利用とその有効性”. 地學雜誌 111 (5):  759–773. doi:10.5026/jgeography.111.5_759.
4. ↑  誕生国産スパイ衛星 春原剛 日本経済新聞社 ISBN 9784532165147 P.52
5. ↑  Executive Order 12951
6. ↑  小方登、相馬秀廣、高田将志『自然地理学・人文地理学における米国偵察衛星写真の応用』 2002年
7. ↑  http://nwudir.lib.nara-wu.ac.jp/dspace/bitstream/10935/963/1/BA57406585pp143-144.pdf
8. ↑  http://www.physorg.com/news73840698.html
9. ↑  http://www.livescience.com/history/060807_syria_satellite.html
10. ↑  Ur, Jason. “Archaeological Applications of Declassified Satellite Photographs”.   Harvard University. 2011年4月8日時点のオリジナルよりアーカイブ。2013年3月20日閲覧。
11. ↑  “冷戦時のスパイ衛星写真で古代ローマの砦を一挙に特定、定説覆す”. natgeo.nikkeibp.co.jp. 2023年11月1日閲覧。

- Dwayne A. Day, John M. Logsdon, and Brian Latell (Eds.), Eye in the Sky: The Story of the Corona Spy Satellites. Washington, DC: Smithsonian Books. ISBN 1-56098-773-1 (paperback) or ISBN 1-56098-830-4 (hardcover).
- Curtis Peebles, The Corona Project: America's First Spy Satellites. Annapolis: Naval Institute Press. ISBN 1-55750-688-4.